# Turkish Stars

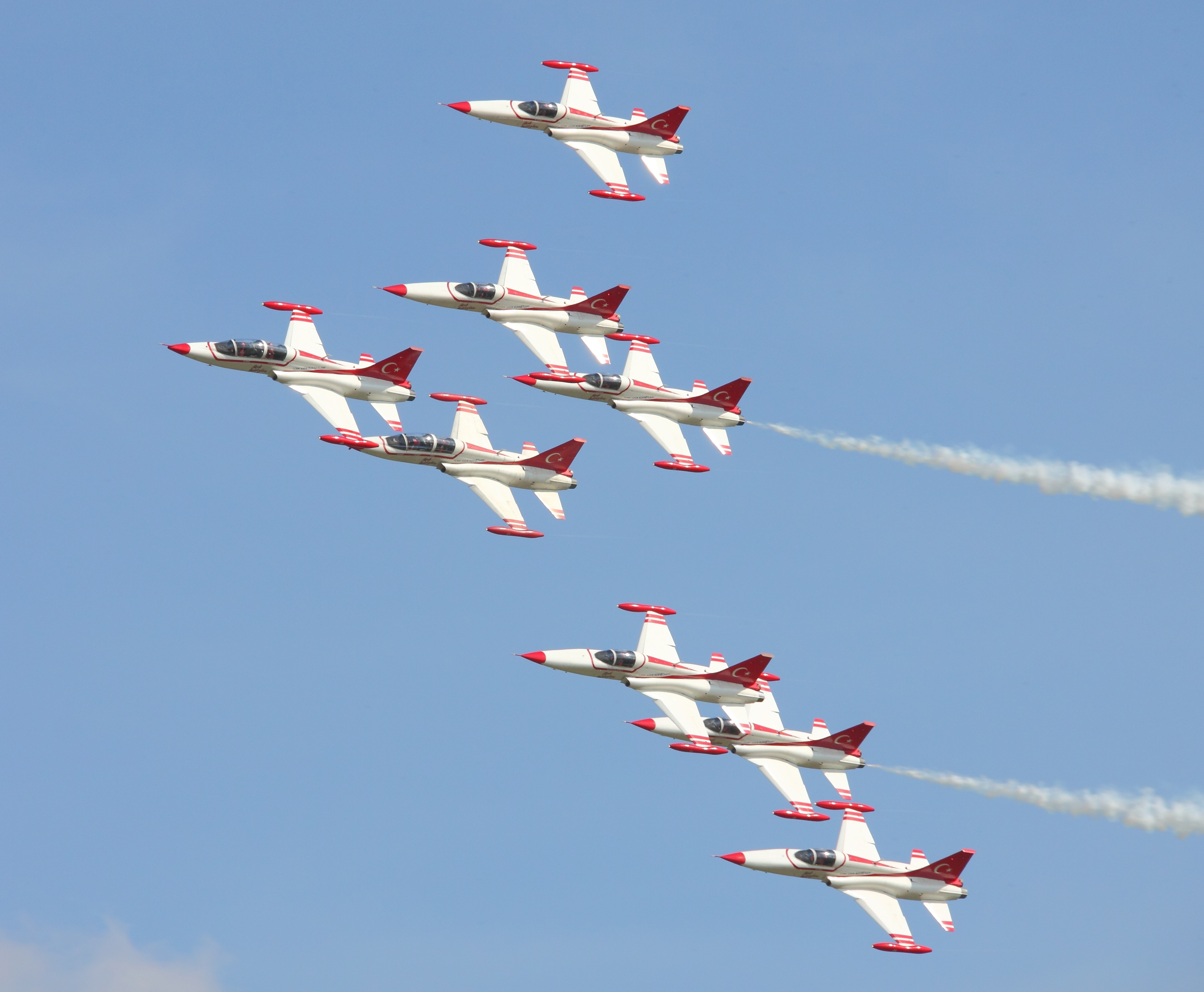
De Turkish Stars

De Turkish Stars (Turks: Türk Yıldızları) is een aerobatiekteam van de Turkse luchtmacht. Het team werd opgericht op 7 november 1992 en wordt sinds 11 januari 1993 Turkish Stars genoemd. Er wordt gevlogen met acht NF-5 Freedom Fighters, afkomstig van de Nederlandse Koninklijke Luchtmacht. Het team is gestationeerd op de vliegbasis Konya in de gelijknamige provincie.